# Além do Horizonte (minissérie)
Além do Horizonte é uma minissérie brasileira co-produzida pela TV Cultura e pelo SESC. Escrita por Ivam Cabral, com direção-geral de Rodolfo García Vázquez, estreou no dia 10 de maio de 2009, e teve 4 episódios.
A minissérie faz parte do terceiro projeto "Direções", que são co-produções entre a Cultura e o SESC que desejam "experimentar novos formatos para a teledramaturgia".

## Sinopse
Vivia em Pérola do Norte, há muitos anos, uma senhora chamada Recoleta. Um dia, ela é surpreendida fazendo amor com o padre Maciera no altar-mor da igreja. O povo se revolta. Recoleta e o padre são apedrejados na praça da igreja e, em meio ao tumulto, dá à luz um menino Esperantino.
Antes de morrer, o padre Maciera amaldiçoa o povoado e diz que quando Esperantino voltar, trará a peste que anunciará o fim da Pérola do Norte. A volta de Esperantino para seu município de origem dá início aos mistérios, sofrimentos e às angústias do povo de Pérola do Norte.

## Elenco
em ordem da abertura da minissérie
| Haroldo Ferrari como Esperantino           |
| Lavínia Pannunzio como Bromélia Esplêndida |
| Evelyn Ligocki como Martela                |
| Beto Bellini como Virtuoso                 |
| Irene Stefânia como D. Tristeza            |
| Silvanah Santos como Presália              |
| Ruy Andrade como Padre Navegante           |

em ordem alfabética
| Ator                      | Personagem   |
| ------------------------- | ------------ |
| Andressa Cabral           | Lila         |
| Antônio Carlos Jr.        | Graçalino    |
| Bárbara Bruno             | D. Esperança |
| Brígida Menegatti         | Meneda       |
| Bete Dorgam               | Gogolina     |
| Carol Angrisani           | Greta        |
| Cléo de Paris             | Solidão      |
| Danilo Grangheia          | Pirolino     |
| Fábio Penna               | Balão        |
| Germano Pereira           | Bernardo     |
| Gustavo Ferreira          | Lourenço     |
| Júlia Brobow              | Espoleta     |
| Marta Baião               | D. Desejos   |
| Maria Eugênia de Domênico | Violácea     |
| Patrícia Santos           | Solaila      |
| Phedra de Córdoba         | Maroca       |
| Samira Lochter            | Lota         |